# النقاش حول النرويج

نيفيل تشامبرلين – رئيس وزراء بريطاني سابق

كان النقاش حول النرويج، الذي يطلق عليه أحيانًا نقاش نارفيك، نقاشًا بالغ الأهمية في مجلس العموم البريطاني خلال الحرب العالمية الثانية من 7 إلى 9 مايو 1940. وقد أطلق عليها أكثر نقاش برلماني بعيد المدى في القرن العشرين. في نهاية اليوم الثاني، كان هناك انقسام بين أعضاء المجلس لإجراء تصويت بحجب الثقة فازت به الحكومة، ولكن بأغلبية مخفضة بشكل كبير. أدى ذلك، في 10 مايو، إلى استقالة نيفيل تشامبرلين من منصب رئيس الوزراء واستبدال وزارة الحرب بحكومة ائتلافية واسعة النطاق، بقيادة ونستون تشرشل، حكمت المملكة المتحدة حتى بعد نهاية الحرب في أوروبا في مايو 1945.
العنوان الرسمي للمناقشة، كما هو الحال في أرشيف هانسارد البرلماني، هو سلوك الحرب. حُدد مسبقًا، وقد بدأ من خلال اقتراح تأجيل لتمكين مجلس العموم من مناقشة تقدم الحملة النرويجية بحرية. سرعان ما أدى النقاش إلى استياء واسع النطاق من السلوك العام للحرب من قبل حكومة تشامبرلين.
انتُقدت الحكومة ليس فقط من قبل المعارضة ولكن أيضًا من قبل أعضاء بارزين في حزب المحافظين الذي ينتمي إليه تشامبرلين. فرضت المعارضة التصويت لحجب الثقة، إذ صوت أكثر من ربع أعضاء المحافظين مع المعارضة أو امتنعوا عن التصويت، رغم وجود سوط للأصوات على الخطوط الثلاثة. كانت هناك دعوات لتأسيس الوحدة الوطنية من خلال تشكيل ائتلاف يضم جميع الأحزاب، لكن لم يكن من الممكن لتشامبرلين التوصل إلى اتفاق مع حزبي العمل والليبراليين المعارضين. لقد رفضوا العمل تحت قيادته، على الرغم من أنهم سيقبلون محافظًا مختلفًا رئيسًا للوزراء. بعد استقالة تشامبرلين من منصب رئيس الوزراء (رغم أنه ظل زعيم حزب المحافظين)، وافقوا على العمل تحت قيادة تشرشل.

## خلفية
في عام 1937، خلف نيفيل تشامبرلين، وزير الخزانة آنذاك، ستانلي بالدوين كرئيس للوزراء، إذ قاد حكومة قومية تتألف بأغلبية ساحقة من المحافظين ولكن بدعم من حزب العمل الوطني الصغير والأحزاب الوطنية الليبرالية. عارض حزب العمل والليبراليين هذه الحكومة. في مواجهة ألمانيا النازية الوحدوية، حاول تشامبرلين تجنب الحرب من خلال سياسة الاسترضاء، ولم يتخلَ عنها إلا بعد أن أصبحت ألمانيا أكثر توسعية بشكل علني مع ضم تشيكوسلوفاكيا في مارس 1939. كان أحد أقوى منتقدي كل من الاسترضاء والعدوان النازي هو النائب عن حزب المحافظين ونستون تشرشل الذي، على الرغم من أنه كان أحد أبرز الشخصيات السياسية في البلاد، كان آخر مرة شغل فيها منصبًا حكوميًا في عام 1929. بعد غزو ألمانيا لبولندا في 1 سبتمبر 1939، أعلنت المملكة المتحدة وفرنسا الحرب على ألمانيا. بناءً على ذلك، أنشأ تشامبرلين حكومة حرب دعا فيها تشرشل ليكون اللورد الأول للأميرالية.

في هذه المرحلة، لاحظ أحد مؤيدي الحكومة (ربما ديفيد مارغيسون، السوط الأول للحكومة) سرًا:
«لمدة عامين ونصف، شغل نيفيل تشامبرلين منصب رئيس وزراء بريطانيا العظمى. خلال هذه الفترة، عانت بريطانيا العظمى من سلسلة من الهزائم والإذلال الدبلوماسي، وبلغت ذروتها في اندلاع الحرب الأوروبية. إنه سجل غير منقطع من الفشل في السياسة الخارجية، ولم يكن هناك نجاح بارز في الداخل لتعويض النقص في الخارج... ومع ذلك فمن المحتمل أن نيفيل تشامبرلين لا يزال يحتفظ بثقة غالبية رجاله، وإذا كان من الممكن الحصول على اختبار دقيق لمشاعر الناخبين، فسيكون تشامبرلين رجل الدولة الأكثر شعبية في البلاد».
بمجرد أن اجتاحت ألمانيا بولندا بسرعة في سبتمبر 1939، كانت هناك فترة طويلة من الخمول العسكري لأكثر من ستة أشهر والتي أطلق عليها الحرب الهاتفية. في 3 أبريل 1940، قال تشامبرلين في خطاب أمام الاتحاد الوطني للمحافظين إن هتلر «فاته القطار». بعد ستة أيام فقط، في 9 أبريل، شنت ألمانيا هجومًا ساحقًا على النرويج المحايدة وبطريقة غير متوقعة بعد احتلال الدنمارك بسرعة. ردًا على ذلك، أرسلت بريطانيا العظمى قوات برية وبحرية محدودة لمساعدة النرويجيين.
كان تشرشل، بصفته اللورد الأول، مسؤولًا بشكل مباشر عن إدارة العمليات البحرية في الحملة النرويجية. قبل الغزو الألماني، ضغط على مجلس الوزراء لتجاهل حياد النرويج، وإزالة الألغام في مياهها الإقليمية والاستعداد للاستيلاء على نارفيك، في كلتا الحالتين لتعطيل تصدير خام الحديد السويدي إلى ألمانيا خلال أشهر الشتاء، عندما يتجمد بحر البلطيق. ومع ذلك، فقد نصح بأن الهبوط الكبير في النرويج لم يكن واقعيًا ضمن سلطات ألمانيا. بصرف النظر عن النجاح البحري في نارفيك، سارت الحملة النرويجية بشكل سيئ بالنسبة للقوات البريطانية، بشكل عام بسبب سوء التخطيط والتنظيم ولكن بشكل أساسي لأن الإمدادات العسكرية كانت غير كافية، واعتبارًا من 27 أبريل، اضطر الحلفاء إلى الإخلاء.
عندما اجتمع مجلس العموم يوم الخميس 2 مايو، سأل زعيم حزب العمال كليمنت أتلي: «هل يستطيع رئيس الوزراء الآن الإدلاء ببيان حول الموقف في النرويج؟» كان تشامبرلين مترددًا في مناقشة الوضع العسكري بسبب العوامل الأمنية المعنية، لكنه أعرب عن أمله في أن يتمكن هو وتشرشل من قول المزيد الأسبوع المقبل. واستمر في الإدلاء ببيان مؤقت عن الشؤون لكنه لم يتقدم بشأن بعض العمليات التي كانت جارية إذ يجب ألا نفعل شيئًا قد يعرض حياة أولئك المنخرطين فيها للخطر. وطلب من مجلس النواب تأجيل التعليق والسؤال حتى الأسبوع المقبل. وافق أتلي وكذلك الزعيم الليبرالي أرشيبالد سنكلير، إلا أنه طلب مناقشة حول النرويج استمرت أكثر من يوم واحد.
ثم قدم أتلي إشعارًا خاصًا إلى تشامبرلين طلب فيه جدولًا زمنيًا لأعمال العموم الأسبوع المقبل. أعلن تشامبرلين أن المناقشة حول السلوك العام للحرب ستبدأ يوم الثلاثاء، 7 مايو. كان النقاش مرتقبًا بشدة في كل من البرلمان والدولة. في مذكراته ليوم الاثنين، 6 مايو، كتب مساعد السكرتير الخاص لتشامبرلين جون كولفيل أن كل الاهتمام يتركز على النقاش. من الواضح، كما كان يعتقد، أن الحكومة ستنتصر ولكن بعد مواجهة بعض النقاط المحرجة للغاية حول النرويج. اعتبر بعض زملاء كولفيل، بما في ذلك اللورد دونغلاس، الذي كان السكرتير البرلماني الخاص لتشامبرلين في ذلك الوقت، أن موقف الحكومة سليم من الناحية السياسية، ولكن ليس كذلك في نواحٍ أخرى. كان كولفيل قلقا من أن ثقة البلد قد تتزعزع إلى حد ما.